# Росс, Майк (политик)
Майкл Эйвери Росс (англ. Mike Ross; род. 2 августа 1961, Тексаркана, Арканзас) — американский бизнесмен и политик. Член Демократической партии, он был представителем США в 4-м избирательном округе Арканзаса с 2001 по 2013 год и был кандидатом от своей партии на пост губернатора Арканзаса в 2014 году. В настоящее время он является последним демократом, представлявшим Арканзас в Палате представителей. Он также был членом Сената штата Арканзас с 1991 по 2001 год, членом суда кворума округа Невада с 1983 по 1985 год и владельцем малого бизнеса.
25 июля 2011 г. Росс объявил, что не будет добиваться переизбрания в Палату представителей в 2012 г. Вместо этого он стал кандидатом от демократов на пост губернатора Арканзаса на всеобщих выборах, назначенных на 4 ноября 2014 г. Он столкнулся с выбором республиканцев, бывший представитель США Аса Хатчинсон от 3-го избирательного округа Арканзаса и несостоявшийся кандидат в 2006 году против уходящего губернатора Майка Биба, демократа. Росс проиграл Хатчинсону, прервав свою беспроигрышную серию выборов.
Росс является должностным лицом и старшим вице-президентом компании Southwest Power Pool , расположенной в Литл-Роке, управляющей электросетью и оптовым рынком электроэнергии четырнадцати штатов США.

## Биография
Майк родился в Тексаркане, штат Арканзас. Арканзаец в пятом поколении, он много лет жил в Прескотте, пока в 2013 году не переехал в столицу Литл-Рок. Внук фермеров и медсестры, а также сын двух преподавателей государственных школ, он окончил среднюю школу в Хопе, штат Арканзас, и получил степень бакалавра искусств в Университете Арканзаса в Литл-Роке , проработав в колледже диктором местного радио .
Вместе со своей женой Холли (разведена в 2021 г.), которая работает фармацевтом, они владели и управляли аптекой и бизнесом по производству домашнего медицинского оборудования в его родном городе Прескотт с 1993 года до продажи в 2007 году.
К 20 годам Росс был водителем и персоналом бывшего губернатора Билла Клинтона, когда он успешно вел свою кампанию «возвращения» на второй срок в качестве губернатора Арканзаса . В 1980-х Росс также был вице-президентом по колледжам для молодых демократов Арканзаса и много лет работал в государственном комитете Демократической партии Арканзаса и ее исполнительном комитете.
Ранее Росс работал в Суде кворума округа Невада с 1983 по 1985 год, а с 1985 по 1989 год — как руководитель аппарата тогдашнего вице-губернатора Уинстона Брайанта .
Росс был членом Сената штата Арканзас в течение десяти лет (1991—2001 гг.), прежде чем был избран в Палату представителей США от 4-го избирательного округа штата Арканзас в 2000 г. Росс покинул Конгресс 3 января 2013 г., решив не добиваться седьмой срок и после непродолжительной работы в частном секторе в качестве офицера и старшего вице-президента некоммерческой организации Southwest Power Pool из Литл-Рока., он объявил о своей кандидатуре на пост губернатора Арканзаса 17 апреля 2013 года. После неудачной заявки на пост губернатора он вернулся в Southwest Power Pool, региональную передающую организацию, которая управляет электрической сетью и управляет оптовым рынком электроэнергии для всех или части 14 США, где он в настоящее время служит офицером и старшим вице-президентом.

## Сенат штата Арканзас
В 1990 году Росс был избран в Сенат штата Арканзас, став на тот момент самым молодым членом законодательного собрания, где он занимал пост председателя сенатского комитета по делам детей и молодежи. Во время своего пребывания в должности Росс работал вместе с будущим губернатором Майком Биби, чтобы помочь пройти стипендиальную программу Arkansas Academic Challenge.
Росс работал в сенате штата десять лет, до своего избрания в Палату представителей США в 2000 году.

## Палата представителей США
Задания комитета
- Комитет по энергетике и торговле
  - Подкомитет по коммерции, производству и торговле
  - Подкомитет по здравоохранению
  - Подкомитет по надзору и расследованиям
- Парламентская ассамблея НАТО

Руководство и членство в собрании
- Коалиция Blue Dog (бывший сопредседатель)
- Конгресс Delta Caucus (бывший сопредседатель)
- Кокус спортсменов Конгресса (бывший сопредседатель)
- Ассоциация по борьбе с наводнениями долины Миссисипи (бывший президент)
- Кокус межштатной автомагистрали 49 (бывший сопредседатель)
- Кокус межштатной автомагистрали 69 (бывший сопредседатель)
- Кокус Конгресса по лесоматериалам (бывший сопредседатель)
- Цементное собрание Конгресса (бывший сопредседатель)
- Кокус общественных аптек Конгресса (бывший сопредседатель)
- Кокус Конгресса США по рису
- Кокус Конгресса по медсестринскому делу
- Международный совет по охране природы
- Кокус Конгресса по делам искусств
- Кокус Конгресса по гуманитарным наукам
- Форум MS Конгресса
- Сельское собрание Конгресса
- Кокус пожарных служб Конгресса
- Кокус Конгресса по водным путям
- Кокус друзей рабочего корпуса
- Кокус Конгресса по сохранению исторических памятников

Росс рассматривал возможность баллотироваться на пост заместителя председателя фракции Демократической партии на 110-м Конгрессе; однако он уступил место действующему Джону Ларсону после того, как Рам Эмануэль решил баллотироваться на пост председателя собрания, на который баллотировался Ларсон.

## Политические позиции

### Здравоохранение
Росс последовательно голосовал против Закона о защите пациентов и доступном медицинском обслуживании, более известного как Obamacare. Он был одним из трех демократов в Палате представителей США, проголосовавших за отмену Obamacare и продолжал голосовать за отмену закона на протяжении всего своего пребывания в Конгрессе.

В заявлении после своего голосования в январе 2011 года Майк Росс сказал:
Я с самого начала говорил, что считаю, что нам абсолютно необходима реформа здравоохранения, но нам нужна здравомыслящая реформа здравоохранения, отражающая ценности Арканзаса. Этот закон состоял из более чем 2000 страниц, и сократил Medicare на полтриллиона долларов, наложил огромные нефинансируемые мандаты на наши штаты и уполномочил IRS штрафовать людей, которые не могут позволить себе купить медицинскую страховку.Подавляющее большинство моих избирателей продолжают выступать против этого закона о реформе здравоохранения, и я считаю, мы должны отменить его, начать сначала и прислушаться к большинству американского народа, а не к особым интересам и партийным лидерам в Вашингтоне».
Росс поддерживает двухпартийное расширение Medicaid в Арканзасе, известное как «частный вариант» — план штата использовать федеральные деньги Medicaid для оплаты частного страхования для людей, зарабатывающих до 138 процентов федерального уровня бедности. Росс сказал, что «хотя он голосовал против Закона о доступном медицинском обслуживании, он поддерживает частный вариант, который он назвал „арканзасским, двухпартийным и рыночным решением“, которое помогает работающим семьям. пример того, чего мы можем достичь, когда мы слушаем друг друга и работаем вместе на двухпартийной основе, и, как губернатор, я поддержу закон и его дальнейшее финансирование».

## Коалиция «Голубая собака»[6]и здравоохранение
19 июня 2009 года Росс ясно дал понять, что он и группа других финансово консервативных, умеренных демократов, известная как Коалиция Голубых псов, все больше недовольны направлением, которое принимает законодательство в области здравоохранения в Палате представителей. Они утверждали, что законопроект о реформе здравоохранения писался за закрытыми дверями без их участия, и что рассматриваемые предложения не обеспечивают снижения затрат и повышения эффективности, описывая лишь часть того, что потребуется для создания продукта, который не добавляет к дефицит.
Росс оказался в центре внимания всей страны 21 июля, когда он и группа из семи демократов-синих собак по энергетике и торговле выступили против лидеров своей партии и остановили процесс повышения комитетом HR 3200, Закона о доступном здравоохранении Америки от 2009 года. . (Этот законодательный акт в конечном итоге умрет и никогда не получит голосования в Палате представителей. HR 3962, Закон о доступном здравоохранении для Америки, представляет собой законопроект о реформе здравоохранения Палаты представителей, который в конечном итоге будет рассмотрен Палатой представителей, и Росс проголосовал против. Председатель комитета Палаты представителей по энергетике и торговле Генри Ваксман отложил встречу для публичного обсуждения законодательства в области здравоохранения для переговоров с «Синими псами», встретившись в частном порядке с Россом и другими членами так называемой «Коалиции синих псов».
После нескольких дней последовательных встреч и напряженных ночных переговоров четверо из семи демократов-синих собак в комитете Палаты представителей по энергетике и торговле во главе с Россом заявили, что урегулировали свои разногласия с председателем Генри Ваксманом из Калифорнии и смогли заставить руководство палаты согласиться с несколькими положениями, а именно с тем, что полная палата не будет голосовать по закону как минимум до сентября, чтобы у законодателей было время прочитать законопроект и выслушать избирателей.
Другие уступки, выигранные «Синими псами», которые вызвали немедленную оппозицию со стороны либералов в палате, позволили бы сократить примерно на 10 процентов от стоимости капитального ремонта здравоохранения в 1 триллион долларов за 10 лет, отчасти за счет ограничения субсидий для людей, которые не застрахованы. Освобождение для малого бизнеса будет удвоено, так что только предприятия с заработной платой более 500 000 долларов в год должны будут предлагать страховку или платить налог, эквивалентный 8 процентам их заработной платы.
Поскольку многие «Синие псы», особенно Росс, были серьезно обеспокоены потенциальным вредным воздействием законопроекта на сельских врачей и сельские больницы, группа вынудила руководство Палаты представителей согласиться с тем, что правительство будет договариваться о тарифах с поставщиками медицинских услуг вместо того, чтобы использовать тарифы Medicare в любом случае.
Однако некоторые уступки Россу вызвали восстание среди членов Прогрессивной группы Конгресса , которые заявили, что опасаются ослабления плана государственного страхования. «Мы не поддерживаем это», — заявила представитель Линн Вулси, демократ от Калифорнии, сопредседатель фракции прогрессивных сил.
После августовских каникул в Конгрессе Росс объявил, что не может поддержать законопроект с публичным опционом. В письме избирателям он заявил, что «подавляющее число из вас выступают против государственного варианта медицинского страхования, и именно ваши отзывы побудили меня также выступить против общественного варианта». Тем не менее, опрос Research 2000, проведенный по заказу левой группы Daily Kos, показал, что большинство его округа на самом деле поддерживали Public Option. В то время как опрос, проведенный Университетом Арканзаса, показал, что общественный вариант поддерживают только 39 процентов. В конечном итоге Росс проголосовал против законопроекта о реформе здравоохранения, который был принят Палатой представителей 7 ноября 2009 г. В январе 2011 года Росс был одним из трех демократов, проголосовавших вместе с объединенным республиканским собранием за отмену недавнего закона о реформе здравоохранения.

### Прочие проблемы
Росс выступил соавтором и проголосовал за Закон о прозрачности Федеральной резервной системы для аудита Федеральной резервной системы .
Росс выступает против контроля над оружием и является одним из немногих членов Конгресса от Демократической партии, которые постоянно получают рейтинг A+ от Фонда политической победы Национальной стрелковой ассоциации.
На протяжении всего своего пребывания в Палате представителей США Росс неизменно считался одним из самых независимых и умеренных членов Конгресса по версии журнала National Journal . Когда Росс покинул Конгресс в 2013 году, он занял шестое место среди самых консервативных демократов во всей Палате представителей США .

## Политические кампании
Росс одержал узкую победу над действующим республиканцем Джеем Дики в 2000 году, изображая себя умеренным, как и политические тенденции его округа. Напротив, Дики вызвал споры из-за его комментариев об исследованиях стволовых клеток и гомосексуализме. Кроме того, он проголосовал за импичмент Билла Клинтона, что было крайне непопулярным шагом в родном округе Клинтона. Клинтон, выигравший округ с большим отрывом в обеих своих президентских заявках, проводил кампанию от имени Росса. Росс был единственным кандидатом в Палату представителей от Демократической партии за пределами Калифорнии, победившим действующего президента-республиканца в 2000 году.
Росс легко победил Дики в матче-реванше 2002 года, а затем в 2004 году не встретил сопротивления . Он одержал легкую победу на выборах 2006 года, победив республиканца с таким же названием, управляющего недвижимостью Джо Росса, с результатом 75-25 процентов.
Что касается возможной инициативы голосования в Арканзасе, позволяющей использовать прописанную врачом медицинскую марихуану, кампания Росса заявила, что «в течение следующих нескольких месяцев многие вопросы будут пытаться попасть в бюллетень 2014 года, и, как и в любом другом Арканзасе, Майк Росс тщательно рассмотрит каждую меру, как только она будет сертифицирована и включена в бюллетень для голосования».

### 2008
У Росса не было соперника-республиканца, но он столкнулся с юристом из Хот-Спрингс и кандидатом от Партии зеленых Джошуа Дрейком, которого он победил, набрав решающие 87 % голосов.
Во время президентской кампании 2008 года, как и большинство демократов Арканзаса, Росс поддержал бывшего сенатора США и бывшую первую леди США Хиллари Клинтон на пост президента.

### 2010
Набрав 58 % голосов, Росс ловко победил кандидата от республиканцев Бет Энн Рэнкин (40 %) и кандидата от Партии зеленых Джоша Дрейка (2 %), несмотря на волну республиканцев в том году. Росс был единственным членом Палаты представителей США из Арканзаса, который добивался переизбрания в 2010 году, когда демократы Роберт Мэрион Берри и Вик Снайдер ушли в отставку, а республиканец Джон Бузман успешно баллотировался в Сенат США. Росс стал единственным демократом в делегации Палаты представителей Арканзаса, поскольку все три открытых места были выиграны республиканцами.

### Губернаторская кампания 2014 г.
25 июля 2011 года Росс объявил, что уйдет из Конгресса в конце 2012 года. Что касается возможности баллотироваться на пост губернатора Арканзаса в 2014 году, он сказал: «Я еще не принял решение, буду ли я баллотироваться на пост губернатора в 2014 году. и не доживу до тех пор, пока не закончится мой срок в этом Конгрессе. Но я знаю, что если бы я был переизбран в Конгресс США в следующем году, мой срок в Конгрессе совпал бы с гонкой губернатора. Я считаю, что это было бы невозможно успешно баллотироваться на пост губернатора здесь, дома, эффективно выполняя свои обязанности в Конгрессе в Вашингтоне».
14 мая 2012 года Росс объявил, что не будет баллотироваться на пост губернатора в 2014 году. Вместо этого он стал старшим вице-президентом по делам правительства и связям с общественностью некоммерческой организации Southwest Power Pool из Литл-Рока .
Однако 2 апреля 2013 года Росс подал в отставку с должности офицера и старшего вице-президента Southwest Power Pool, чтобы «использовать еще одну возможность на государственной службе». Росс сказал, что он получил многочисленные звонки и электронные письма со всего штата, чтобы пересмотреть свое решение не баллотироваться на пост губернатора, и 17 апреля 2013 года Росс официально объявил о своей кампании на пост губернатора в своем родном городе Прескотт.
29 апреля 2013 года Росс написал в Твиттере, что за первые десять дней кампании собрал более полумиллиона долларов.
Во время своей кампании на пост губернатора Росс сделал доступ к качественному дошкольному образованию центральным элементом своей кампании, представив план сделать дошкольное образование доступным для каждого 4-летнего ребенка в Арканзасе к 2025 году.
Росс также сделал сокращение приоритетов домашнего насилия и жестокого обращения с детьми в своем плане сокращения преступности, который включал усиление поддержки приютов, увеличение денег на расследование жестокого обращения с детьми и дополнительное обучение полицейских тому, как справляться с домашними ситуациями. Одна из ключевых инициатив в плане Росса должна была изменить то, как полиция реагирует на звонки о домашнем насилии. Согласно плану Росса, полиция Арканзаса должна была быть обучена проверять жертв на предмет уровня риска, задавая ряд вопросов, основанных на исследованиях. Если было установлено, что жертва подвергается высокому риску, полиция должна была сообщить ей об опасности, в которой она находится, побудить ее обратиться за помощью и связать ее с ключевыми ресурсами. План Росса также включал создание программы конфиденциальных адресов, чтобы помочь жертвам сексуальных посягательств, изнасилований, преследование или домашнее насилие скрывают свое местонахождение от обидчиков; изменение законодательства, чтобы жертвам домашнего насилия было легче расторгнуть договор аренды жилья без штрафных санкций; и поручить государству публиковать всесторонний отчет о домашнем насилии каждые два года.
Росс также предложил капитальный пересмотр структуры налога на доходы физических лиц в штате и сказал, что этот план необходимо будет вводить поэтапно с течением времени, насколько это позволяют финансы штата. По данным Департамента финансов и администрации штата Арканзас, общая стоимость реструктуризации составит около 574,5 млн долларов. Росс сказал, что его план снижения налогов, когда он будет полностью реализован, снизит подоходный налог на целых 465 долларов для доходов в размере 30 000 долларов; 665 долларов при 40 000 долларов; 880 долларов при 50 000 долларов; и 1148 долларов от 75 000 долларов и выше. Он предложил имитировать поэтапный отказ губернатора Майка Биба от налога с продаж на продукты в качестве своего плана реструктуризации налогового кодекса. Росс сказал: "Я хочу модернизировать наш налоговый кодекс таким образом, чтобы это означало более низкие и справедливые налоги для работающих семей и малых предприятий в Арканзасе.